# Essex (Connecticut)
Essex é uma cidade  localizada no estado americano de Connecticut, no Condado de Middlesex.

É uma cidade costeira colonial entre Nova Iorque e Boston. Composta por casas em estilo federal de ripas brancas com uma vibração de Estrelas e Listras, boutiques cheias de classe e tabernas. O Griswold Inn, aberto em 1776, é o alojamento continuamente aberto mais antigo da América. Possui uma colecção de armas de fogo nas paredes e serve pratos como tarte de lagosta.
As forças de Jorge III atacaram esta cidade em 1814 e incendiaram 28 navios aqui.

## Demografia
Segundo o censo americano de 2000, a sua população era de 6505 habitantes.

## Geografia
De acordo com o United States Census Bureau tem uma área de
30,6 km², dos quais 26,8 km² cobertos por terra e 3,8 km² cobertos por água.
De town bestaat uit 3 dorpen: Essex (zip code 06426), Centerbrook (06409) e Ivoryton (06442).

## Localidades na vizinhança
O diagrama seguinte representa as localidades num raio de 16 km ao redor de Essex Village.